# 大白川ダム
大白川ダム（おおしらかわダム）は、岐阜県大野郡白川村、一級河川・庄川水系大白川に建設されたダム。高さ95メートルのロックフィルダムで、電源開発 (J-POWER) の発電用ダムである。同社の水力発電所・御母衣（みぼろ）第二発電所に送水し、最大5万9,200キロワットの電力を発生する。ダム湖（人造湖）の名は白水湖（はくすいこ）という。

## 概要
白山を水源とする庄川水系である大白川を堰き止めたダム。別山の源流である地獄谷、湯谷、蛇枝などの沢が流れ入り、さらに堤体のすぐそばの大白水谷から横取りする形でダム湖に取水している。この取水地点のすぐ下流には名瀑として知られる白水滝があり、取水によって大きな影響を被っている。ダム周辺は白山国立公園内に位置する。ダム湖が出来る前、温泉が湧き出ていたのでその成分のせいでコバルトブルー色だといわれる。今でも暖かい場所がある。
このダムは同じ庄川水系にある御母衣ダムの水力発電出力を増強する目的として作られたもので、1961年（昭和36年）に着手し、1963年（昭和38年）に竣工した。白水湖から地下トンネルを経由し御母衣湖西岸の地下に作られた御母衣第二発電所まで導水され、落差460メートルを利用した発電を行っている。岐阜県道451号白山公園線の終点にある。

## 周辺の施設等
周辺にはキャンプ場、露天風呂及び白山の平瀬道登山口がある。
- 白水湖畔ロッジ
- 大白川露天風呂
- 大白川野営場
- 平瀬道登山口休憩所
- 駐車場・トイレ

## 関連画像
- 大白川ダムと別山
奥三方岳より
- 大白川ダムと御嶽山（遠景）
大倉尾根（白山）より
- 大白川ダムと三方崩山
別山より、遠景は北アルプス
- 大白川ダム(左中央）
鳩谷ダム（左下）、白山、上空より